# Undantagslagen (Sverige)
Undantagslagen var en lag som tillämpades av Sverige åren 1943-1972, och som föreskrev att flickor och kvinnor inte var tvungna att ha arbetstillstånd för att få migrera till Sverige. Oftast hamnade de i husligt arbete i svenska privathem, och lagen tillämpades framför allt i 1950-talets Sverige för flickor och kvinnor från ett krigssargat Tyskland.
De var tvungna att ha arbete för att få stanna kvar i Sverige, vilket kontrollerades var tredje månad. Så småningom kunde de dock gå vidare till utbildningar eller andra arbeten, många blev sjuksköterskor, sekreterare eller förskollärare.

### Fotnoter
1. ↑  Anika Agebjörn (28 februari 2012). ”Den okända migrationen”. Linköpings universitet. Arkiverad från originalet den 4 augusti 2012. https://archive.is/20120804144934/http://www.liu.se/forskning/forskningsnyheter/1.326874?l=sv. Läst 28 februari 2012.